# Alexei Anatoljewitsch Semjonow
Alexei Anatoljewitsch Semjonow (russisch Алексей Анатольевич Семёнов; * 10. April 1981 in Murmansk, Russische SFSR) ist ein ehemaliger russischer Eishockeyspieler. Seit 2021 ist er Assistenztrainer beim HK Spartak Moskau in der Kontinentalen Hockey-Liga.

## Karriere
Semjonow spielte zunächst in den Juniorenteams der Klubs aus der russischen Superliga und wagte in der Saison 1998/99 im Alter von 17 Jahren den Sprung nach Nordamerika, wo er bei den Sudbury Wolves, die ihn beim CHL Import Draft 1998 in der ersten Runde an insgesamt 23. Position gezogen hatten, in der Ontario Hockey League anheuerte. Bereits in seiner ersten Saison bestritt er 28 Spiele und wurde schließlich im NHL Entry Draft 1999 in der zweiten Runde an 36. Position von den Edmonton Oilers ausgewählt. Trotzdem blieb Semjonow noch zwei weitere Jahre in Sudbury und verbesserte sich deutlich. Nach 63 Punkten in 65 Spielen in der Saison 2000/01 zeichnete ihn die Liga mit der Max Kaminsky Trophy für den besten Verteidiger der Liga aus und berief ihn nach 2000 zum zweiten Mal in Folge in eines der drei All-Star Teams.
Nachdem er bereits in den Playoffs der Saison 1999/00 erste Erfahrungen bei den Hamilton Bulldogs, dem Farmteam der Oilers, aus der American Hockey League gesammelt hatte, nahmen ihn diese zur Spielzeit 2001/02 fest unter Vertrag. Durch eine konstant gute erste AHL-Saison schaffte er in der Saison 2002/03 erstmals den Sprung in den NHL-Kader der Oilers und lief in insgesamt 46 Spielen auf. Zudem spielte er auch 37 Mal für die Bulldogs in der AHL, ehe er sich im Spieljahr 2003/04 permanent im Oilers-Kader festsetzen konnte.

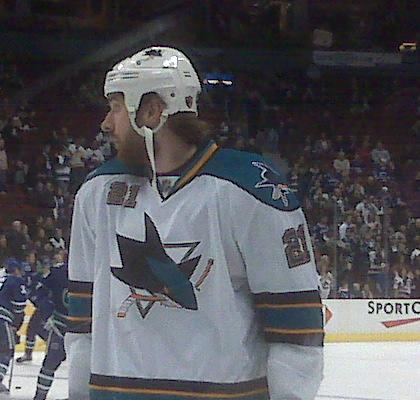
Semjonow im Trikot der San Jose Sharks

Durch den Lockout bedingten Ausfall der gesamten Saison 2004/05 kehrte der Russe in seine Heimat zurück, wo er wieder für den SKA Sankt Petersburg auflief, für den er bereits zu Juniorenzeiten gespielt hatte. Im Gegensatz zu vielen anderen NHL-Profis blieb Semjonow zur Saison 2005/06 jedoch vorerst in Europa und lief in zwei Spielen für Lokomotive Jaroslawl auf. Nachdem er sich mit den Oilers auf einen neuen Vertrag verständigt hatte, transferierten ihn diese nach kurzer Zeit zu den Florida Panthers, wo er den Rest der Spielzeit verbrachte, aber kurzzeitig auch beim Farmteam Rochester Americans eingesetzt wurde. In der Saison 2006/07 verlängerte Semjonow seinen Vertrag bei den Panthers um ein Jahr. Da er den Sprung in den NHL-Kader vorerst jedoch nicht schaffte und wieder nach Rochester abgestellt wurde, wechselte er zurück in die russische Superliga zu Salawat Julajew Ufa, ehe die Panthers ihn im Februar 2007 zurück nach Nordamerika lotsten. Im Sommer 2007 unterzeichnete er dann einen Einjahresvertrag bei den San Jose Sharks. Im stark besetzten Kader konnte sich Semjonow jedoch, wie bereits in Edmonton und Florida, nicht durchsetzen und kam zu lediglich 22 Einsätzen, die des Öfteren von Fehlern geprägt waren. Trotzdem stattete ihn das Management kurz vor Beginn der Saison 2008/09 mit einem neuen Einjahresvertrag aus.
Nach dessen Auslauf fand der Verteidiger zunächst kein neues Team, wurde aber im September 2009 von den New York Rangers ins Trainingscamp eingeladen. Zwar wurde Ende September 2009 über eine Vertragsunterschrift Semjonows berichtet, allerdings wurde die Vereinbarung wenig später negiert. Anfang Oktober 2009 wurde vom HK Dynamo Moskau aus der Kontinentalen Hockey-Liga unter Vertrag genommen. Zur Saison 2010/11 kehrte er ein weiteres Mal zum SKA Sankt Petersburg zurück.
Bis zum November 2014 spielte Semjonow für den SKA und absolvierte dabei knapp 200 KHL-Partien, ehe er an den HK Witjas aus Podolsk abgegeben wurde. Für den HK Witjas agierte er in den folgenden zwei Spieljahren als Mannschaftskapitän. Im September 2018 kehrte er zu Salawat Julajew Ufa zurück und erhielt einen Vertrag über ein Jahr.
2021 beendete er seine Karriere und wurde Assistenztrainer beim HK Spartak Moskau.

## Erfolge und Auszeichnungen
| - 2000 OHL Third All-Star Team - 2001 Max Kaminsky Trophy - 2001 OHL First All-Star Team - 2001 CHL Third All-Star Team | - 2004 Teilnahme am NHL YoungStars Game - 2010 Spengler-Cup-Gewinn mit dem SKA Sankt Petersburg - 2015 KHL-Verteidiger des Monats Januar |

## Karrierestatistik
(Legende zur Spielerstatistik: Sp oder GP = absolvierte Spiele; T oder G = erzielte Tore; V oder A = erzielte Assists; Pkt oder Pts = erzielte Scorerpunkte; SM oder PIM = erhaltene Strafminuten; +/− = Plus/Minus-Bilanz; PP = erzielte Überzahltore; SH = erzielte Unterzahltore; GW = erzielte Siegtore; 1 Play-downs/Relegation; Kursiv: Statistik nicht vollständig)